# Teresa Arkel
Teresa Arkel, nata Teresa Blumenfeld (Leopoli, 1862 – Milano, luglio 1929), è stata un soprano austriaca.

## Biografia
Nacque a a Leopoli nell'Impero austro-ungarico (odierna Ucraina) nel 1862. Sposò il medico e librettista di Pružany (Bielorussia) Sigmund Arkel.
Studiò nel conservatorio della sua città natale e in seguito a Vienna con Louise Dustmann-Meyer. Nel 1883 debuttò a Leopoli in concerto. Debuttò in scena all'anno seguente come Valentina ne Gli ugonotti. In 1885 appareve con grande successo nell'opera di Varsavia in Aida, Il trovatore e L'Africana. A partire dal 1886 apparve a Vienna, Parigi, Praga, Budapest e Amburgo. Nel 1890 fu attiva a Madrid e Bilbao,  nel 1892 a Barcellona. Nel 1894 cantò nell'Otello e nel Lohengrin al Teatro Colón di Buenos Aires.
Fu particolarmente richiesta nel Teatro Reale di Madrid, apparendo in varie stagioni fino 1902, cantando, tra gli altri titoli, prima Giovanna la pazza, di Emilio Serrano, nel 1890, poi una sostituzione de Gli amanti di Teruel, di Tomás Bretón nel 1894.
Nel 1891 fece il suo debutto alla Scala di Milano come Venere nel Tannhäuser, accanto ad Hariclea Darclée (Elisabeth). Negli anni successivi cantò alla Scala nell'Otello e nella Norma.
Nel 1900 ebbe il ruolo di Brünnhilde nel Crepuscolo degli dei al Teatro Carlo Felice di Genova. Poco dopo si ritirò dai palcoscenici e aprì a Milano una scuola di canto. Tra le sue alunne vi furono Claire Dux, Lucette Korsoff, Eugenia Bronskaja e Irene Eden.
Tra 1903 e 1905 realizzò alcune registrazioni per Fonotipia a Milano, tra cui frammenti di Mefistofele, Il trovatore, I pescatori di perle, L'Africana o Norma.
Morì a Milano nel luglio del 1929.